# Caroline Farrar Ware
Caroline Farrar Ware (* 14. August 1899 in Brookline, Massachusetts; † 5. April 1990) war eine amerikanische Geschichtsprofessorin, Sozialwissenschaftlerin und eine Verfechterin des New Deal in der Regierungszeit von Franklin Delano Roosevelt.

## Leben
Ware erhielt den Bachelor-Abschluss am Vassar College in Poughkeepsie im Jahre 1920. Am Radcliffe College in Yonkers, New York, dem College für Frauen, das mit der Harvard University verbunden ist, machte sie ihren Master. Ihre Promotion zum Ph.D. am Radcliffe College erfolgte 1925.
1925 ging Ware zurück ans Vassar College als Associate Professor und lehrte dort in den Jahren 1925 bis 1930 und 1932 bis 1934. 1927 heiratete sie ihren Fachkollegen Gardiner Means. In den Folgejahren war sie Beraterin der Regierung Roosevelt in Wirtschaftsfragen in der Zeit des New Deal, war jedoch weiterhin in der Lehre tätig. Stationen waren eine Lehrtätigkeit für Sozialwissenschaften in den Jahren 1935–1940 am Sarah Lawrence College, gefolgt von einer langen Tätigkeit an der American University in Washington, D.C. von 1936 bis 1954, zuletzt am Lehrstuhl für Sozialwissenschaften. In den Jahren 1954–1961 war sie Professor an der School of Social Work an der Howard University in Washington, D.C.
Seit den beginnenden 1940er Jahren verband Ware eine lebenslange Zusammenarbeit mit der Bürgerrechtsaktivistin Pauli Murray.

## Veröffentlichungen (Auswahl)
- The Early New England Cotton Manufacture. A Study in Industrial Beginnings. Houghton Mifflin, Boston, Massachusetts 1931, reprinted by Johnson, New York City, 1966.
- zusammen mit Gardiner Means: The Modern Economy in Action, Harcourt, Brace and Company, New York 1936.
- zusammen mit Alfred Vagts als Herausgeberin: The Cultural Approach to History, edited for the American Historical Association, Columbia University Press, New York 1940.
- Consumer Goes to War: A Guide to Victory on the Home Front. Funk & Wagnalis, New York City/London 1942.